# Minidisc

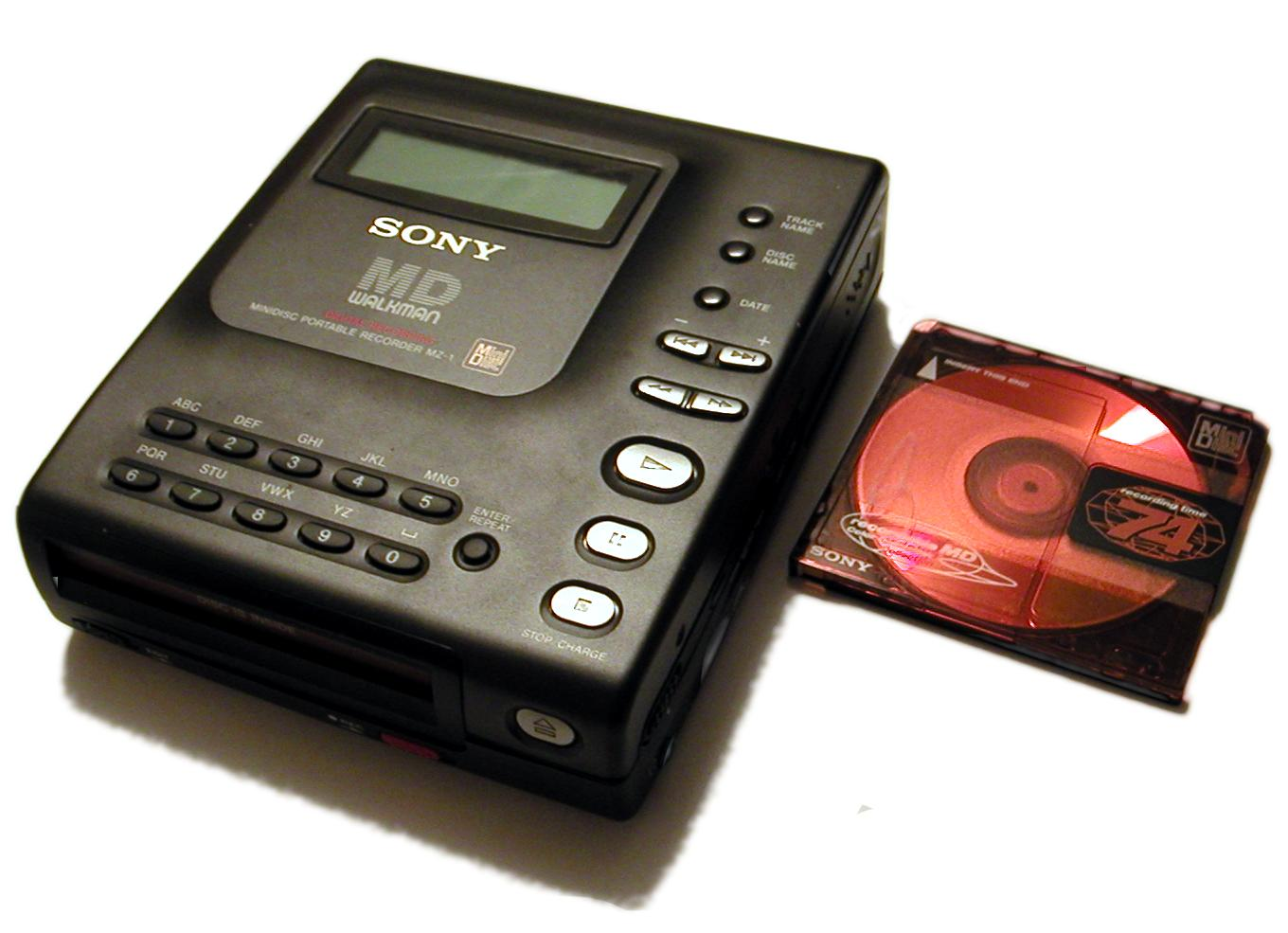
De Sony MZ-1 uit 1992

De minidisc (md) is een in 1992 door Sony geïntroduceerd digitaal medium dat oorspronkelijk bedoeld was om de gewone compact cassette te vervangen.
De minidisc bestaat in twee uitvoeringen: een magneto-optische versie om te beschrijven en te lezen en een optische versie om alleen te lezen.
Er zijn uiteindelijk 22 miljoen minidisc-spelers/recorders geproduceerd.

## Geschiedenis

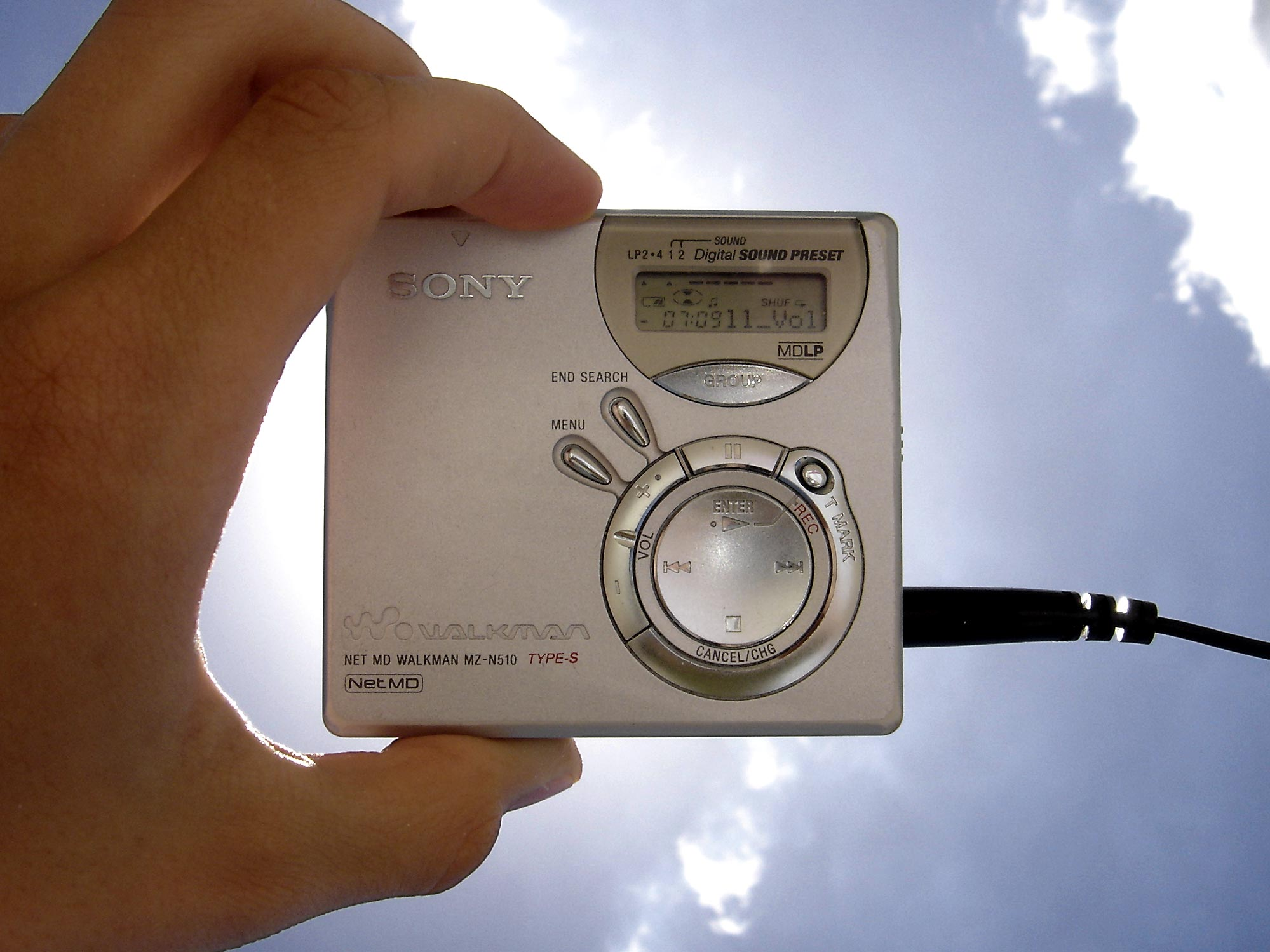
Sony NetMD Walkman MZ-N510

De minidisc werd ontworpen door Sony om de oude cassettebandjes als opnamesysteem te vervangen, maar was niet zo succesvol als verwacht.
Nederland was het eerste land in Europa waar de minidisc aansloeg. Buiten Europa was de minidisc met name populair in Japan. Doordat Philips bekend maakte in 1996 te stoppen met de digital compact cassette (dcc) steeg de verkoop van md-spelers. Andere fabrikanten zoals Sharp, Pioneer en Kenwood zijn later ook minidisc-spelers gaan produceren.
In 2004 kwam de opvolger op de markt: Hi-MD, met een veel langere speelduur. Waar op de oudere md's 4 cd's opgenomen kunnen worden, kan men op de Hi-MD wel 45 cd's opnemen. In 2005 heeft Sony modellen geïntroduceerd die ook mp3's kunnen afspelen.

### Concurrentie
Doordat er eind jaren 90 zeer kleine harde schijven beschikbaar kwamen, was er veel concurrentie. Ook de mp3-spelers met flashgeheugen waren een concurrent voor de minidisc, omdat deze geen bewegende delen meer hebben. Voor de ietwat professionelere doeleinden (onder andere geluidsopnames) werd de minidisc nog wel boven een mp3-indeling en dergelijke verkozen, omdat de opnamekwaliteit van de md hoger is. Ongecomprimeerde opslag van opnames op digital audio tape of harde schijf heeft overigens een nog betere kwaliteit. Vanaf 2006 komen er steeds meer draagbare apparaten die ongecomprimeerde audio kunnen opnemen. Voor (semi)professionele opnamen worden deze apparaten gebruikt, waarbij de opname via de USB wordt overgezet naar de computer om verder verwerkt te worden.

### Einde

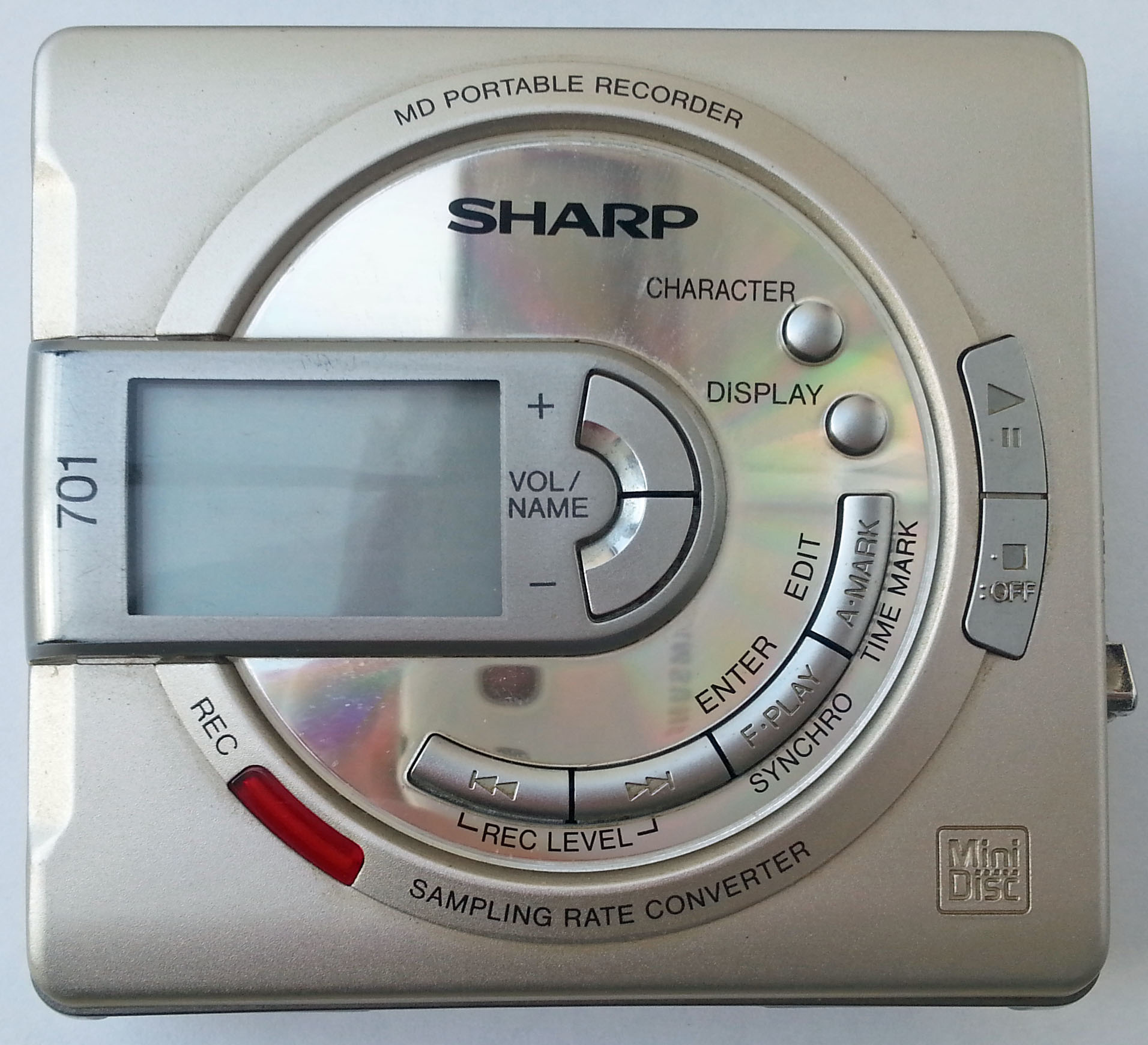
Sharp MD-MS701H

Minidisc is nooit een groot succes geworden. Dit kwam onder andere omdat al snel na de opkomst van de minidisc rond 1995 de cd-brander en cd-r's steeds goedkoper werden. Eind jaren 90 werd het coderen naar MP3 populair en kwamen er draagbare mp3-spelers op de markt. Deze apparaten konden honderden muzieknummers opslaan en bevatten geen draaiende onderdelen meer.
Daarnaast duurde het relatief lang voordat Sony de technologie in licentie aan andere fabrikanten gaf, zodat er weinig afspeelapparatuur beschikbaar was. Vanaf 2007 verdwijnt de minidisc ook uit de radiostudio's, en in 2011 stopte Sony met de productie van walkmans voor minidiscs.

## Eigenschappen
De minidisc introduceerde samen met de dcc geluidscassette een vorm van digitale audiocompressie, genaamd ATRAC. Deze compressietechniek is doorontwikkeld, en kan nog in sommige moderne apparatuur worden teruggevonden.
Door het gebruik van ATRAC-compressie kon de minidisc in oorsprong ongeveer 60 minuten speeltijd op een 64mm-disc opslaan. Vervolgens kwamen er schijfjes van 74 en 80 minuten, en kon door het toepassen van een andere audiocompressie vier keer zoveel opgeslagen worden.
De minidisc bestaat uit een kwetsbare magneto-optische schijf van 64 mm, daarom zit daaromheen een hoesje met een klepje dat opengaat in de minidiscspeler, zodat de magneetkop de schijf kan lezen en/of beschrijven.
De normale md-recorders waren voorzien van zowel analoge als digitale (optisch S/PDIF) ingangen, maar alleen een analoge uitgang. De latere NetMD-varianten konden ook via USB (sneller dan realtime) muziekbestanden met de pc uitwisselen.
Door een ingebouwd buffergeheugen, Shock Resistant Memory genoemd, kan de minidisc in een draagbaar toestel gebruikt worden. Een minidisc-speler speelt niet rechtstreeks vanaf het schijfje zoals een cd-speler, maar vanuit het buffergeheugen.

### Formaatextensies
MDLPIn 2000 kondigde Sony MDLP (Minidisc Long Play) aan, waarmee twee nieuwe opnamestanden beschikbaar kwamen. Met LP2 werd de opnametijd wat op een schijf kon worden opgeslagen verdubbeld, en met LP4 was het zelfs mogelijk een viervoud op dezelfde schijf op te nemen. Echter, bij LP4 nam de geluidskwaliteit dermate af vanwege een lagere bitsnelheid en het gebruik van joint stereo. Opnames met MDLP worden als stilte afgespeeld op niet-MDLP-compatibele spelers.
NetMDRond 2001 werden NetMD-spelers geïntroduceerd waarmee muziekbestanden tussen een pc overgedragen kon worden via een USB-verbinding. NetMD is een gepatenteerd protocol en kan niet gebruikt worden zonder speciale software genaamd SonicStage, die alleen beschikbaar is voor het besturingssysteem Windows.

## Voorbespeelde schijven
Voorbespeelde minidiscs zijn in lage aantallen op de markt gekomen, en bestaat uit een zeer beperkt aanbod in titels. Voornamelijk afkomstig van Sony's eigen platenmaatschappij. Enkele bekende artiesten zijn onder andere Michael Jackson, Madonna, Björk, Queen, The Chemical Brothers, Barbra Streisand, en Depeche Mode. Het album Minidisc van Gescom werd oorspronkelijk alleen op minidisc uitgebracht.

## Professioneel gebruik

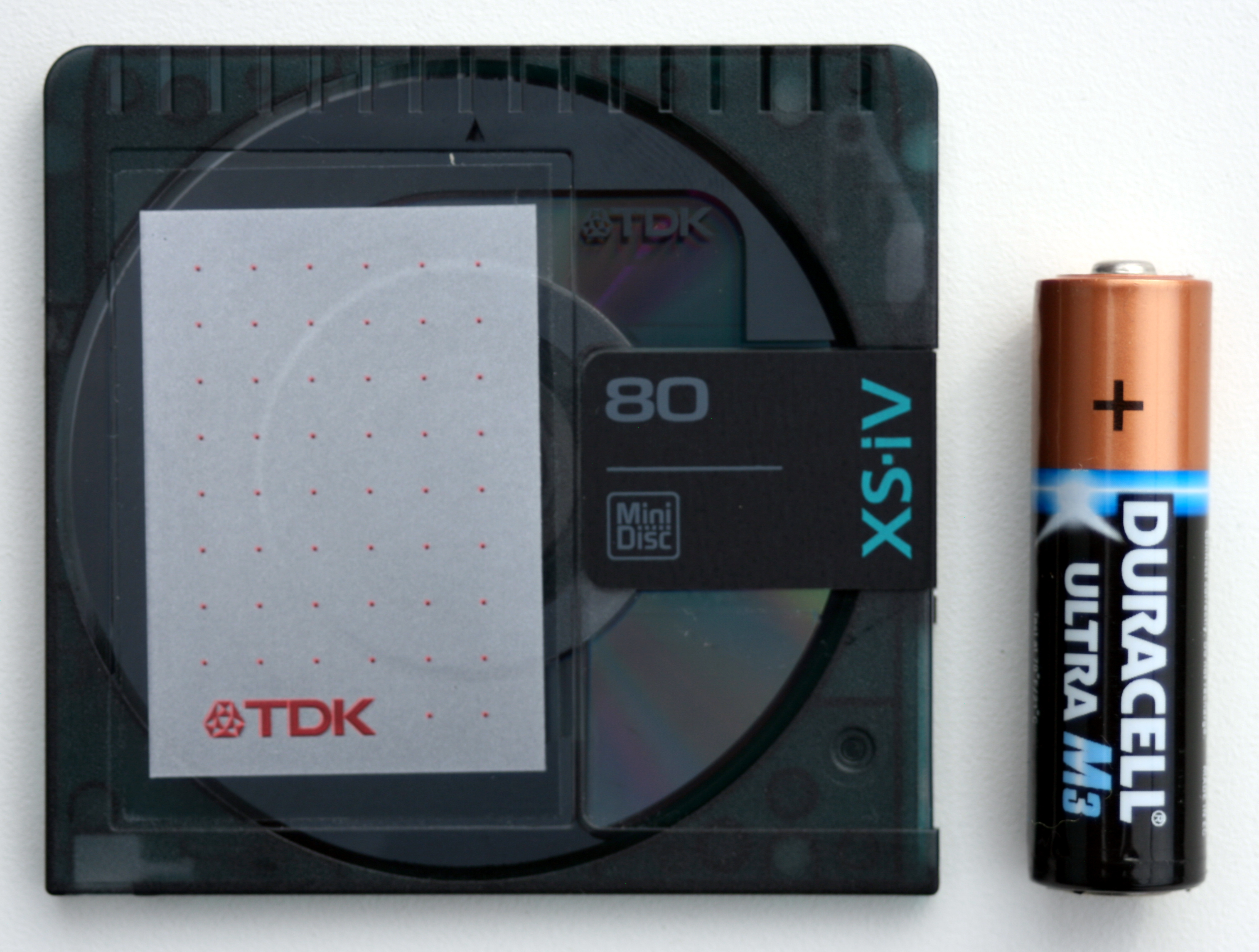
Minidisc schijfje met een speelduur van 80 minuten

De minidisc werd nog lange tijd gebruikt in de opname- en uitzendindustrie. In radio- en televisiestudio's verving minidisc de storingsgevoelige NAB-jinglecartplayers voor het afspelen van jingles en om uitzendingen mee op te nemen. In Nederland werd de minidisc tot medio 2006 veel gebruikt door de NPO in de radiostudio's van NPO Radio 1, NPO Radio 2, NPO 3FM, NPO Klassiek, NPO Radio 5 en NPO FunX. Vanaf 2007 gebruikten radio- en televisiestudio's steeds vaker een pc voor het uitzenden van reclame, nieuws, jingles en muziek, en werd de minidisc geleidelijk vervangen door harde schijven en SSD's als opnamemedia.
De minidiscrecorders die ook geluid konden opnemen, konden dat in oorsprong niet digitaal naar de computer overzetten. Dit werd bewust gedaan om het illegaal verspreiden van muziek tegen te gaan. Toen er later mp3-spelers kwamen met een opnamefunctie, was dit achterhaald. Pas daarna bracht Sony een minidiscrecorder uit die het opgenomen materiaal wel digitaal naar een computer kon overzetten. Maar de md was toen al reeds op zijn retour en werd nog maar weinig gebruikt.

## Computerdataopslag
In 1993 introduceerde Sony MD Data voor de opslag van computergegevens. De techniek zorgde voor een opslagcapaciteit van 140 megabyte per schijfje, maar was langzaam en duur. In 1997 kwam Sony met het MD Data2-formaat dat 650 MB kon opslaan, maar het werd alleen gebruikt in Sony's eigen videocamera.
Ook is door onder meer de firma Yamaha een digitale multitrackrecorder op basis van de MD-Data Disc ontwikkeld. Deze kan tot 8 sporen gedurende 18 minuten digitale audio in cd-kwaliteit opnemen. Tevens beschikt dit apparaat over een analoge 12 kanaalsaudiomixer en veel mogelijkheden tot digitale audiobewerking.
Met een Hi-MD Walkman en een Hi-MD-schijf kon ook computerdata worden opgeslagen. Als men een Hi-MD Walkman aansluit op een pc, en een Hi-MD-geformatteerde schijf in de Walkman doet, verschijnt deze als USB-opslagstation op de computer. Muziek moet nog steeds via SonicStage worden overgezet. Er kan op een gewone 80 minuten-schijfje, geformatteerd in Hi-MD-modus, 305 MB aan data worden opgeslagen dankzij datacompressietechnieken die Sony had uitgebracht met het Hi-MD-formaat. Op een gewoon Hi-MD-schijfje kan men 1 GB aan data kwijt.

## Kopieerbeveiliging
Minidisc-apparaten zijn voorzien van een kopieerbeveiliging, genaamd het Serial Copy Management System (SCMS). Dit systeem staat slechts een enkele kopie toe via een digitaal signaal. Hierna is het alleen mogelijk om te kopiëren via een analoge uitgang.
SCMS werd vooral toegepast voor de consumentensector, studio-apparatuur negeerde de SCMS-beperkingen. Tot aan de invoering van nieuwe wetten op het auteursrecht, dat elke vorm van ontduiking van de kopieerbeveiliging verbiedt, was er apparatuur die de SCMS-bits van de digitale datastroom naar 'kopieerbaar' zette, en hiermee de SCMS-beveiliging kon omzeilen. De verkrijgbaarheid van pc's met digitale audio in- en uitgangen zorgt ervoor dat SCMS nu een zeer inefficiënte kopieerbeveiliging is.